# Esty Quesada
Esty Quesada   (Barakaldo, 30 de juliol de 1994), també coneguda com a Soy una pringada, és una youtuber, creadora de continguts, discjòquei, actriu i directora basca.
Va saltar a la fama pels seus vídeos trencadors i irreverents a la plataforma audiovisual YouTube, cosa que li va permetre dirigir i protagonitzar la seva pròpia sèrie de televisió (Looser, d'Atresmedia), participar en papers secundaris d'actriu en produccions de cinema i televisió com ara La Llamada, Paquita Salas i Vota Juan, i protagonitzar amb Núria Roca dues temporades del programa de TNT Road Trip. També ha fet de discjòquei esporàdicament a sala Pop Bar de Razzmatazz, a Barcelona.

## Biografia

### Infantesa
Esty Quesada va créixer al barri de Gurutzeta/Cruces de Barakaldo, a la província històrica de Biscaia. Segons les seves pròpies paraules, es va criar en una família desestructurada. El seu pare va morir quan ella era petita i vivia amb les seves dues germanes i la seva mare, la qual no s'ocupava de les filles i sovint posava per davant els seus capritxos materials a l'alimentació o les cures bàsiques de les criatures al seu càrrec. També tenien problemes de deutes. Quesada també ha afirmat que va patir abusos sexuals per part de la seva àvia materna, tot i que no en va ser conscient fins que va assistir a teràpia psicològica ja d'adulta.
Tots aquests traumes, sumats al bullying que rebia a l'escola pel seu mutisme selectiu i pel seu sobrepès, van anar marcant la jove Esty, que va començar a autolesionar-se i a tenir pensaments suïcides des de petita.

### YouTube
L'any 2015, Esty Quesada va començar a penjar vídeos a YouTube per distreure's dels problemes. Als vídeos del seu canal, que va anomenar Soy una pringada, parla de temes relacionats amb el món LGBT, el maquillatge, la televisió, el cinema, internet i les seves experiències personals, des d'una perspectiva pessimista, humorística, irònica i irreverent. Actualment continua penjant vídeos, però de manera esporàdica.
Molts dels seus vídeos s'han fet virals més enllà dels seus seguidors i han estat polèmics per la seva faceta de hater, entre els quals destaquen el de Carlota Corredera, gorda traicionera, en què critica la presentadora de Telecinco Carlota Corredera, i el de Odio a los hetero, en què parodia i critica el comportament masclista dels homes cis-heterosexuals.

### Trajectòria professional
Gràcies a la fama aconseguida amb el seu canal a YouTube i a les seves xarxes socials en general, Quesada va fer el salt a la televisió amb Snacks de tele, un programa de Cuatro cancel·lat després de la cinquena emissió.
Tanmateix, això no va impedir que el personatge continués creixent i es convertís en un fenomen de masses. Va ser llavors que va començar a sortir en pel·lícules i sèries de televisió. Va formar part de l'elenc de La llamada, pel·lícula musical de 2017 dirigida per Javier Calvo i Javier Ambrossi, interpretant el paper secundari de Marta. A més, aquell mateix any va formar part de la ficció de Playz Colegas.
El 2018 Atresmedia li va permetre dirigir i escriure la seva pròpia sèrie, Looser, emesa a la plataforma en línia Atresplayer (llavors anomenada Flooxer) i produïda per Javier Calvo i Javier Ambrossi, entre d'altres.
El 2019 es va anunciar el seu fitxatge per la sèrie de TNT Espanya Vota Juan, protagonitzada per Javier Cámara i María Pujalte, en què interpreta el paper d'Eva Carrasco. El 2020 va continuar interpretant el mateix personatge a l'spin-off de l'anterior anomenat Vamos Juan.
El 2020 va protagonitzar, amb Núria Roca, el docu-reality de TNT Road Trip, en què totes dues fan un viatge en furgoneta des de Miami a Nova York. Després de la bona rebuda, aquell mateix any van començar a gravar una segona temporada, aquest cop per Espanya i amb Carmina Barrios com a nova companya de viatge.
Ha escrit dos llibres: Freak el 2017 i Las cosas que me salvaron la vida el 2018 amb l'editorial Hidroavión i amb l'editorial Plan B, respectivament i, des de 2020, té el seu propi pòdcast anomenat Club de fans de Shrek.

## Filmografia

### Cinema
| Any  | Títol      | Rol   | Director                       | Notes           |
| ---- | ---------- | ----- | ------------------------------ | --------------- |
| 2017 | La llamada | Marta | Javier Calvo i Javier Ambrossi | Paper secundari |

### Sèries
| Any         | Títol          | Rol                 | Canal               | Notes                                           |
| ----------- | -------------- | ------------------- | ------------------- | ----------------------------------------------- |
| 2017-2018   | Colegas        | Soy una pringada    | Playz               | Elenc recurrent; 6 episodis                     |
| 2018        | Looser         | Pringada            | Flooxer             | Elenc principal; 6 episodis                     |
| 2018        | Capítulo 0     | Darkness            | #0                  | Episodi: «Tertulianos»                          |
| 2018 - 2019 | Paquita Salas  | Cambrera / Youtuber | Netflix             | 2 episodis                                      |
| 2019        | Vota Juan      | Eva Carrasco        | TNT Espanya         | Elenc recurrent; 6 episodis                     |
| 2019        | Terror y feria | Netejadora          | Flooxer             | Episodi: «Marifé»                               |
| 2020        | Válidas        | Esty                | Youtube             | Episodi: «¡Somos lesbianas!»                    |
| 2020        | Veneno         | Fan de Take That    | Atresplayer Premium | Episodi: «La noche que cruzamos el Mississippi» |
| 2020        | Vamos Juan     | Eva Carrasco        | TNT                 | Elenc principal; 6 episodis                     |
|             |                |                     |                     |                                                 |

### Programes

#### Com a fixa
| Any               | Títol          | Canal  | Notes                         |
| ----------------- | -------------- | ------ | ----------------------------- |
| 2017              | Snacks de tele | Cuatro | Presentadora                  |
| 2020 - actualitat | Road Trip      | TNT    | Protagonista del docu-reality |
| 2021              | Bake off       | rtve   | Concursante                   |

#### Com a convidada
| Any  | Títol                     | Canal             | Notes      |
| ---- | ------------------------- | ----------------- | ---------- |
| 2017 | Chester in love           | Cuatro            | 1 programa |
| 2017 | Convénzeme                | Be Mad            | 1 programa |
| 2017 | Dani&amp;Flo              | Cuatro            | 1 programa |
| 2018 | Alaska y Mario            | Paramount Network | 1 programa |
| 2019 | Quan arribin els marcians | TV3               | 1 programa |
| 2019 | Retratos con alma         | La 1              | 1 programa |
| 2020 | Dar cera, pulir 0         | #0                | 1 programa |
| 2020 | No pot ser!               | TV3               | 1 programa |
| 2020 | Alguna pregunta més?      | TV3               | 1 programa |

## Obres
- Quesada, Esty. Freak.  Ediciones Hidroavión, 2017. ISBN 9788494782800.
- Quesada, Esty. Las cosas que me salvaron la vida.  Plan B, 2018. ISBN 9788417001551.